# Ósmy Kneset
Ósmy Kneset – ósma kadencja parlamentu Izraela odbywająca się w latach 1974–1977.
Wybory odbyły się 31 grudnia 1973, a pierwsze posiedzenie parlamentu miało miejsce 21 stycznia 1974.

## Posłowie
Posłowie wybrani w wyborach:
| Partia                                       | Posłowie |
| -------------------------------------------- | --- |
| Koalicja Pracy                               | Jigal Allon, Josef Almogi, Adi’el Amora’i, Ari Ankorjon, Szoszanna Arbeli-Almozlino, Mosze Baram, Jicchak Ben Aharon, Mordechaj Ben-Porat, Mosze Karmel, Dawid Koren, Mosze Dajan, Jehuda Dranicki, Abd el-Aziz az-Zubi, Abba Eban, Aharon Efrat, Arje Eli’aw, Uzzi Feinerman, Jisra’el Galili, Awraham Giwelber, Chajka Grossman, Cewi Gerszoni, Matilda Guez, Menachem Hakohen, Ben-Cijjon Chalfon, Micha’el Charisz, Ester Herlitz, Szelomo Hillel, Jisra’el Kargman, Nuzhat Kacaw, Szalom Lewin, Golda Meir, Elijjahu Mojal, Ora Namir, Icchak Nawon, Awraham Ofer, Szimon Peres, Icchak Rabin, Eli’ezer Ronen, Pinchas Sapir, Josi Sarid, Mosze Szachal, Me’ir Talmi, Mosze Wertman, Gad Ja’akowi, Aharon Jadlin, Awi’ad Jafe, Aharon Jariw, Jisra’el Jeszajahu, Chajjim Josef Cadok, Dow Zakin, Awraham Zilberberg |
| Likud                                        | Zalman Abramow, Mosze Arens, Joram Aridor, Jochanan Bader, Jedidja Be’eri, Menachem Begin, Me’ir Kohen-Awidow, Ge’ula Kohen, Chajjim Korfu, Matitjahu Drobles, Leon Dycian, Simcha Erlich, Jechezkel Flomin, Pesach Grupper, Binjamin Halewi, Jigga’el Hurwic, Awraham Kac, Ben-Cijjon Keszet, Josef Kremerman, Chajjim Landau, Dawid Lewi, Amnon Lin, Etan Liwni, Jicchak Moda’i, Mosze Nissim, Akiwa Nof, Ehud Olmert, Gidon Patt, Jicchak Perec, Elimelech Rimalt, Icchak Szamir, Ariel Szaron, Awraham Szechterman, Eli’ezer Szostak, Zalman Szowal, Szemu’el Tamir, Josef Tamir, Menachem Jedid, Awraham Joffe |
| Narodowa Partia Religijna                    | Aharon Abuchacira, Eli’ezer Awtabi, Jehuda Ben-Me’ir, Josef Burg, Micha’el Chazani, Zewulun Hammer, Awraham Melammed, Jicchak Refa’el, Pinchas Scheinman, Zerach Warhaftig |
| Religijny Front Tory                         | Jehuda Me’ir Abramowicz, Kalman Kahana, Szelomo Lorincz, Menachem Porusz, Awraham Werdiger |
| Niezależni Liberałowie                       | Gidon Hausner, Mosze Kol, Hillel Seidel, Jehuda Sza’ari |
| Rakach                                       | Awraham Lewenbraun, Taufik Tubi, Me’ir Wilner, Taufik Zi’ad |
| Ratz                                         | Szulammit Alloni, Marcia Freedman, Bo’az Mo’aw |
| Postęp i Rozwój                              | Sajf ad-Din az-Zubi, Dżabr Mu’addi |
| Moked                                        | Me’ir Pa’il |
| Arabska Lista dla Beduinów i Mieszkańców Wsi | Hamad Abu Rabia |

### Zmiany
Zmiany w trakcie kadencji:
| Następca              | Poprzednik          | Partia                    | Data              |
| --------------------- | ------------------- | ------------------------- | ----------------- |
| Hawiw Szimoni         | Abd el-Aziz az-Zubi | Koalicja Pracy            | 14 lutego 1974    |
| Nissim Eliad          | Mosze Kol           | Niezależni Liberałowie    | 10 marca 1974     |
| Jicchak Golan         | Gidon Hausner       | Niezależni Liberałowie    | 10 marca 1974     |
| Jacques Amir          | Golda Meir          | Koalicja Pracy            | 10 czerwca 1974   |
| Jigal Kohen           | Ariel Szaron        | Likud                     | 23 grudnia 1974   |
| Amos Hadar            | Uzzi Feinerman      | Koalicja Pracy            | 8 kwietnia 1975   |
| Simcha Friedman       | Micha’el Chazani    | Narodowa Partia Religijna | 2 lipca 1975      |
| Ja’akow Frank         | Pinchas Sapir       | Koalicja Pracy            | 12 sierpnia 1975  |
| Szelomo-Ja’akow Gross | Menachem Porusz     | Religijny Front Tory      | 23 listopada 1975 |
| Senetta Joseftal      | Cewi Gerszoni       | Koalicja Pracy            | 1 września 1976   |
| Jechi’el Leket        | Awraham Ofer        | Koalicja Pracy            | 3 stycznia 1977   |
| Chajjim Kaufman       | Binjamin Halewi     | Likud                     | 19 stycznia 1977  |
| Zita Linker           | Szemu’el Tamir      | Likud                     | 21 stycznia 1977  |
| Amal Nasser el-Din    | Akiwa Nof           | Likud                     | 22 stycznia 1977  |
| Cewi Alderoti         | Aharon Jariw        | Koalicja Pracy            | 16 maja 1977      |

## Historia
Podczas obrad ósmego Knesetu zaczęły ujawniać się poważne konsekwencje wojny Jom Kipur. Jeszcze podczas wyborów nie był widoczny wewnętrzny wstrząs społeczny, jednak stopniowo rosła w siłę partia protestacyjna. 1 kwietnia 1974 Komisja Agranata przedstawiła raport o przyczynach niepowodzeń podczas tej wojny. W wyniku ogłoszenia tego raportu ustąpiła pani premier Golda Meir. Nowy rząd sformował Icchak Rabin, który nie zaprosił do rządu żadnych bohaterów wojennych.
W okresie kadencji parlamentu nastąpiła ideologiczna polaryzacja w kwestii przyszłości terenów zajętych przez izraelską armię podczas wojny sześciodniowej (1967). W 1974 podpisano z Syrią i Egiptem porozumienia o częściowym wycofaniu wojsk. W 1975 zawarto z Egiptem porozumienie, które opierało się na zasadzie „ziemia za pokój”.
Równocześnie nasiliła się izolacja Izraela na arenie międzynarodowej, która znalazła swoje odbicie w oświadczeniu Zgromadzenia Ogólnego ONZ, które przyrównało Syjonizm do rasizmu. W efekcie wzrosło uzależnienie Izraela od Stanów Zjednoczonych.
W tym okresie wzrosła liczba arabskich ataków terrorystycznych. Większe zamachy miały miejsce w Ma’alot (26 osób zostało zabitych – z czego 21 były dziećmi), Naharijja, kibucu Shamir, Kirat Shmona, hotelu sabaudzkim w Tel Awiwie, Kikar Zion w Jerozolimie, Bet Sze’an i Ramat Magszimim. W lipcu 1976 nastąpiło porwanie francuskiego samolotu z izraelskimi obywatelami do Ugandy, w Afryce. W odpowiedzi interweniował specjalny oddział izraelskich komandosów, który uwolnił zakładników.
W 1975 rozpoczęła się wojna domowa w Libanie i wzdłuż granicy izraelsko-libańskiej wybudowano specjalny system umocnień oraz fortyfikacji.
W okresie obrad ósmego Knesetu doszło także do kilku afer związanych z nieprawidłowościami finansowymi. Pod koniec 1976 przed sądem odpowiadał Asher Yadlin, który był kandydatem na dyrektora Banku Izraela. Samobójstwo popełnił minister budownictwa Awraham Ofer. Z powodu nieprawidłowości finansowych popełnionych w Stanach Zjednoczonych przez żonę, ustąpił premier Icchak Rabin.
Pod koniec kadencji ósmego Knesetu doszło do historycznego zerwania politycznego przymierza między Koalicją Pracy i Narodową Partią Religijną. Oficjalną przyczyną było przerwanie szabatu przez przybycie do Izraela pierwszych myśliwców F-15 z USA. Ceremonia w bazie wojskowej naruszyła szabat.

### Szesnasty rząd(1974)
Szesnasty rząd został sformowany przez Goldę Meir w dniu 10 marca 1974.
Premier ustąpiła 11 kwietnia 1974, w wyniku ogłoszenia raportu Komisji Agranata, która badała tło wybuchu wojny Jom Kipur.

### Siedemnasty rząd(1974–1977)
Siedemnasty rząd został sformowany przez Icchaka Rabina w dniu 3 czerwca 1974.
Premier ustąpił 22 grudnia 1977, w wyniku wycofania poparcia dla rządu przez Narodowej Partii Religijnej (jej ministrowie wystąpili z rządu).